# Yarden (Vorname)
Yarden (hebräisch: יַרְדֵן) ist ein weiblicher und männlicher Vorname.

## Herkunft und Bedeutung
Der Name ist die hebräische Form von Jordan. Eine weibliche Variante ist Yardena.
In anderen Sprachen lautet der Name Iordan/Yordan (bulgarisch), Jordaan/Joord (niederländisch), Giordano (italienisch), Jordão (portugiesisch) und Jordán (spanisch).

## Bekannte Namensträger
- Yarden Gerbi (* 1989), israelische Judoka
- Yarden Klayman (* 1993), israelische Saxophonistin